# آلبرت قولیان
آلبرت گارگینی قولیان (ارمنی: Ալբերտ Գարեգինի Ղուլյան؛  زادهٔ ۲ مهٔ ۱۹۳۸) فیزیک‌دان، استاد اهل ارمنستان است.

## زندگی‌نامه
وی در ۲ مهٔ ۱۹۳۸ در روستای کاراچینار به دنیا آمد و از دانشگاه دولتی ایروان فارغ‌التحصیل گشت. وی از سال ۲۰۱۴ عضو فرهنگستان ملی علوم ارمنستان می‌باشد. همچنین برندهٔ جوایزی همچون نشان آنانیا شیراکاتسی (۲۰۱۱)، مدال گارگین نژده (۲۰۱۱) و جایزه دولتی ارمنستان شوروی (۱۹۸۸) شده است.

## یادداشت
1. ↑  ֆիզիկամաթեմատիկական գիտությունների դոկտոր